# Rajd Azorów 2011
Rezultaty Rajdu Azorów (46. SATA Rallye Açores 2011), eliminacji Intercontinental Rally Challenge w 2011 roku, który odbył się w dniach 14 lipca - 16 lipca. Była to szósta runda IRC w tamtym roku oraz pierwsza szutrowa, a także czwarta w mistrzostwach Portugalii. Bazą rajdu było miasto Ponta Delgada. Zwycięzcami rajdu została fińska załoga Juho Hänninen i Mikko Markkula jadąca Škodą Fabią S2000. Wyprzedzili oni Norwegów Andreasa Mikkelsena i Olę Fløene i Czechów Jana Kopeckiego i Petra Starego, także jadących Škodą Fabią S2000.
Rajdu nie ukończyło czterech kierowców biorących udział w Intercontinental Rally Challenge. Brytyjczyk Guy Wilks w Peugeocie 207 S2000 miał wypadek na 6. oesie. Japończyk Toshihiro Arai w Subaru Imprezie STi R4 miał awarię układu elektrycznego na 4. oesie. Na 14. oesie odpadł Portugalczyk Bruno Magalhães w Peugeocie 207 S2000, który doznał awarii skrzyni biegów. Z kolei na 2. oesie wycofał się Francuz Julien Maurin w Fordzie Fieście S2000 na skutek awarii pompy wody.

## Klasyfikacja ostateczna
| Miejsce                                  | Zawodnik                 | Pilot                    | Samochód                 | Czas                     | Strata                   | Punkty                   |
| IRC (punktowane pozycje)                 | IRC (punktowane pozycje) | IRC (punktowane pozycje) | IRC (punktowane pozycje) | IRC (punktowane pozycje) | IRC (punktowane pozycje) | IRC (punktowane pozycje) |
| ---------------------------------------- | ------------------------ | ------------------------ | ------------------------ | ------------------------ | ------------------------ | ------------------------ |
| 1.                                       | Juho Hänninen            | Mikko Markkula           | Škoda Fabia S2000        | 2:19:03.8                |                          | 25                       |
| 2.                                       | Andreas Mikkelsen        | Ola Fløene               | Škoda Fabia S2000        | 2:19:46.1                | +42.3                    | 18                       |
| 3.                                       | Jan Kopecký              | Petr Starý               | Škoda Fabia S2000        | 2:20:49.8                | +1:46.0                  | 15                       |
| 4.                                       | Bryan Bouffier           | Xavier Panseri           | Peugeot 207 S2000        | 2:22:40.0                | +3:36.2                  | 12                       |
| 5.                                       | Patrik Sandell           | Staffan Parmander        | Škoda Fabia S2000        | 2:23:37.1                | +4:33.3                  | 10                       |
| 6.                                       | Ricardo Moura            | Sancho Eiró              | Mitsubishi Lancer Evo IX | 2:25:10.8                | +6:07.0                  | 8                        |
| 7.                                       | Vítor Lopes              | Hugo Magalhães           | Subaru Impreza WRX STi   | 2:28:55.9                | +9:52.1                  | 6                        |
| 8.                                       | Vítor Pascoal            | Luis Ramalho             | Mitsubishi Lancer Evo IX | 2:31:51.1                | +12:47.3                 | 4                        |
| 9.                                       | Sérgio Silva             | Nelson Cordeiro          | Subaru Impreza WRX STi   | 2:33:04.1                | +14:00.3                 | 2                        |
| 10. (11.)                                | Fumio Nutahara           | Hakaru Ichino            | Subaru Impreza STi R4    | 2:37:14.6                | +18:10.8                 | 1                        |
| Mistrzostwa Portugalii (pierwsza trójka) |                          |                          |                          |                          |                          |                          |
| 1. (6.)                                  | Ricardo Moura            | Sancho Eiró              | Mitsubishi Lancer Evo IX | 2:25:10.8                |                          |                          |
| 2. (7.)                                  | Vítor Lopes              | Hugo Magalhães           | Subaru Impreza WRX STi   | 2:28:55.9                | +3:45.1                  |                          |
| 3. (8.)                                  | Vítor Pascoal            | Luis Ramalho             | Mitsubishi Lancer Evo IX | 2:31:51.1                | +6:40.3                  |                          |

## Zwycięzcy odcinków specjalnych
| Dzień      | Odcinek | G. rozp. | Nazwa                  | Długość | Zwycięzca         | Czas    | Lider rajdu       |
| ---------- | ------- | -------- | ---------------------- | ------- | ----------------- | ------- | ----------------- |
| 1 (14 LIP) | SS1     | 16:45    | Lagoa – Marques 1      | 13.06km | Andreas Mikkelsen | 8:41.9  | Andreas Mikkelsen |
| 1 (14 LIP) | SS2     | 17:24    | Coroa da Mata 1        | 7.50km  | Bruno Magalhães   | 6:25.3  | Juho Hänninen     |
| 1 (14 LIP) | SS3     | 18:00    | Grupo Marques 1        | 2.00km  | Juho Hänninen     | 1:57.4  | Juho Hänninen     |
| 2 (15 LIP) | SS4     | 10:08    | Batalha Golfe 1        | 7.90km  | Juho Hänninen     | 5:40.2  | Juho Hänninen     |
| 2 (15 LIP) | SS5     | 10:43    | Feteiras 1             | 7.47km  | odcinek odwołany  | -       | Juho Hänninen     |
| 2 (15 LIP) | SS6     | 11:08    | Sete Cidades 1         | 18.30km | Juho Hänninen     | 13:46.3 | Juho Hänninen     |
| 2 (15 LIP) | SS7     | 13:02    | Batalha Golfe 2        | 7.90km  | Andreas Mikkelsen | 5:32.3  | Juho Hänninen     |
| 2 (15 LIP) | SS8     | 13:37    | Feteiras 2             | 7.47km  | Juho Hänninen     | 5:48.7  | Juho Hänninen     |
| 2 (15 LIP) | SS9     | 14:02    | Sete Cidades 2         | 18.30km | odcinek odwołany  | -       | Juho Hänninen     |
| 2 (15 LIP) | SS10    | 16:02    | Remédios – Água de Pau | 17.15km | Andreas Mikkelsen | 4:56.8  | Juho Hänninen     |
| 2 (15 LIP) | SS11    | 16:25    | Lagoa – Marques 2      | 13.06km | Andreas Mikkelsen | 8:29.6  | Juho Hänninen     |
| 2 (15 LIP) | SS12    | 17:04    | Coroa da Mata 2        | 7.50km  | Andreas Mikkelsen | 6:14.3  | Juho Hänninen     |
| 3 (16 LIP) | SS13    | 10:27    | Graminhais 1           | 20.80km | Jan Kopecký       | 15:45.0 | Andreas Mikkelsen |
| 3 (16 LIP) | SS14    | 11:25    | Tronqueira 1           | 21.94km | Juho Hänninen     | 18:33.7 | Juho Hänninen     |
| 3 (16 LIP) | SS15    | 12:57    | Grupo Marques 2        | 2.00km  | Andreas Mikkelsen | 1:59.4  | Juho Hänninen     |
| 3 (16 LIP) | SS16    | 15:26    | Graminhais 2           | 20.80km | Juho Hänninen     | 15:54.9 | Juho Hänninen     |
| 3 (16 LIP) | SS17    | 16:24    | Tronqueira 2           | 21.94km | Patrik Sandell    | 18:58.4 | Juho Hänninen     |